# Adamstown
Adamstown – jedyna miejscowość na wyspie Pitcairn, wchodzącej w skład Wysp Pitcairn – brytyjskiego terytorium zależnego. W Adamstown w 2008 mieszkało 48 mieszkańców – cała populacja wyspy. Niektórzy mieszkańcy wyspy emigrują do Nowej Zelandii, przez co liczba mieszkańców wyspy spada. 

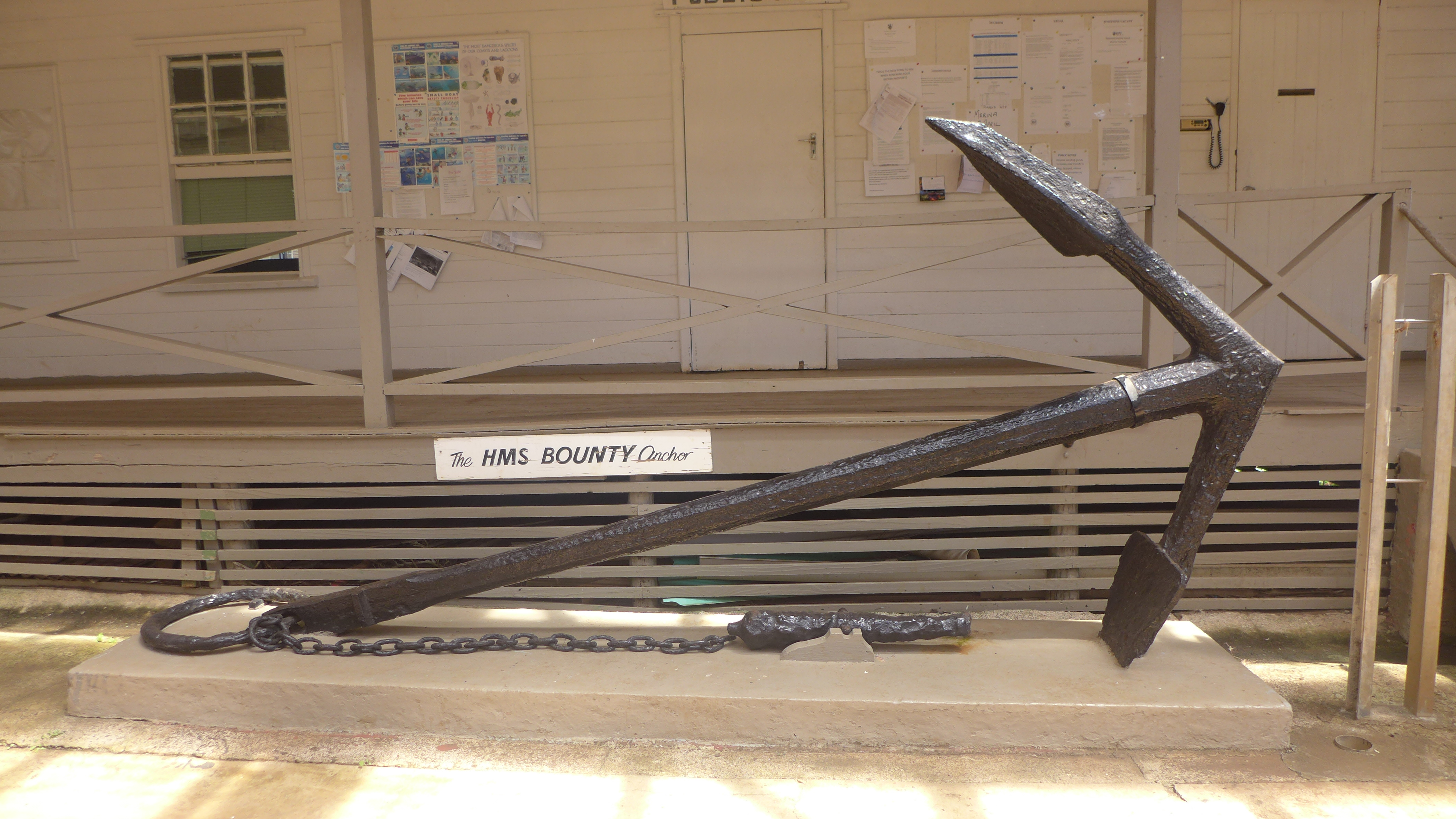
Kotwica ze statku HMS Bounty przed muzeum w Adamstown

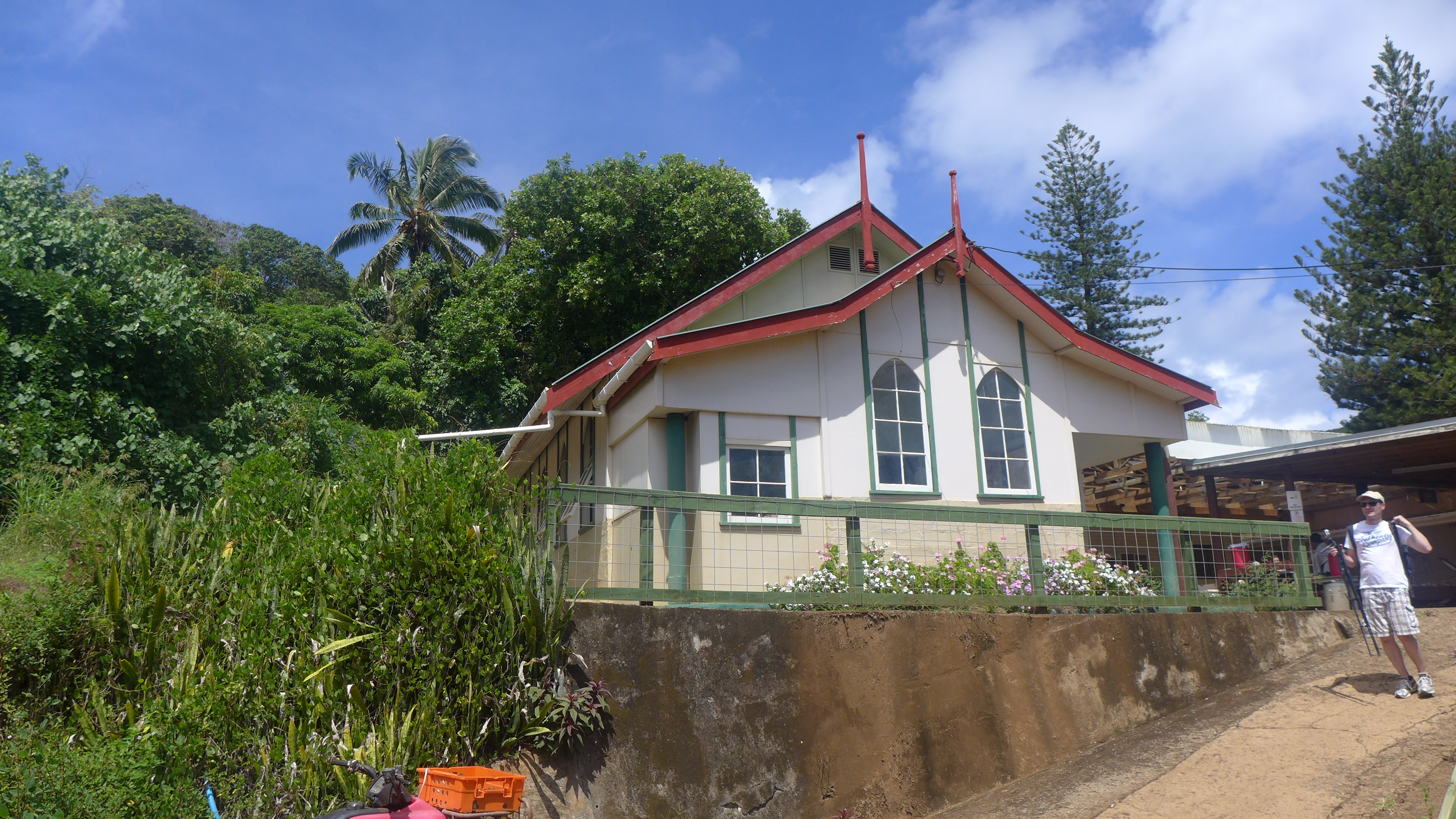
Kościół w Adamstown

Nazwa Adamstown została nadana osadzie na cześć jednego z buntowników ze statku HMS Bounty i lidera ówczesnej społeczności Johna Adamsa.
Adamstown jest najmniejszą oficjalną stolicą na świecie. Na wyspie Pitcairn nie ma lotniska – dostęp do wyspy jest możliwy drogą morską. Kontakt z mieszkańcami możliwy jest przez radio oraz internet.